# Martha (1974)
Martha ist ein deutscher Spielfilm von Rainer Werner Fassbinder aus dem Jahr 1974.
Der Film schildert im Hauptteil die Entwicklung der sadomasochistischen Beziehung zwischen Martha und Helmut Salomon.

## Handlung
Die Bibliothekarin Martha Heyer, Anfang 30 und noch unberührt, unternimmt mit ihrem kühlen, distanzierten Vater eine Urlaubsreise nach Rom. Auf der Spanischen Treppe erleidet ihr Vater einen tödlichen Herzinfarkt. Kurz darauf kommt es zu einer flüchtigen Begegnung mit Folgen, als sich im Hof der deutschen Botschaft Marthas Blick mit dem eines ihr unbekannten, gutaussehenden Mannes kreuzt. Zurückgekehrt, trifft sie den Geschäftsmann Helmut Salomon nach einiger Zeit auf einer Hochzeitsfeier wieder, schon kurz darauf heiraten sie. Martha ist von Salomons Dominanz und Charisma überwältigt. Auf der gemeinsamen Hochzeitsreise beginnt Helmut systematisch, Martha zu quälen und nach seinen Vorstellungen zu „erziehen“.
Gegen Marthas Willen veranlasst Salomon die Einweisung ihrer alkohol- und tablettenabhängigen Mutter. Das Paar zieht in eine angemietete Villa; über den künftigen Wohnort hat Salomon allein entschieden. Da er beruflich ständig unterwegs ist und ohne Marthas Einverständnis ihren Arbeitsvertrag gekündigt hat, schafft er es, Martha immer stärker zu isolieren. Er fordert von Martha absolute Exklusivität und Ergebenheit. Diese lehnt sich gegen seine Forderungen aus Liebe nicht auf. Die Beziehung der beiden wird zunehmend durch Salomons Dominanz geprägt und entwickelt offen sadomasochistische Züge.
In Abwesenheit ihres Mannes trifft Martha Herrn Kaiser, einen ehemaligen Kollegen. Als dies Salomon später klar wird, lässt er das Telefon aus dem Haus entfernen und erlaubt Martha nicht mehr auszugehen. Eine Katze, die Martha in ihrem goldenen Käfig noch Gesellschaft leistete, kommt zu Tode. Als Martha sich noch einmal mit Herrn Kaiser trifft und ihr Mann plötzlich auftaucht, glaubt sie, dass er sie verfolgt und töten will. Sie verursacht bei einer Autofahrt mit Kaiser einen Unfall, bei dem dieser stirbt und sie selbst gelähmt überlebt.
Salomon hat nun die Gelegenheit, sie zukünftig zu pflegen und somit vollkommen zu kontrollieren.

## Kritiken
„Martha ist zum Weinen. Martha erweckt Mitleid. Martha macht einen wütend. Martha ist perfekt – perfekt im Leiden, im Ertragen, im Hinnehmen. Martha ist das Sinnbild des Masochismus, der genial-wahnsinnigen Selbsttäuschung. Martha ist das Symbol für einen Menschen, der in seiner Welt alles erträgt und zugleich aggressiv auf alles reagiert, was von außen die eigene Welt in Frage stellt. (…) Dieser Masochismus vergegenständlicht sich als eine Mentalität, in der jemand die eigenen Qualen nicht nur erträgt, sondern ertragen will. Dies manifestiert sich darin, dass Martha aus der Qual eine Art Tugend macht: Sie gehorcht ihrem Peiniger und illusioniert die Qual zur Notwendigkeit, zur ‚Freude‘, zur Bereitschaft, alles für ihre Ehe zu tun.“

„Eine erschreckende schwarze Komödie – ein verheerender Blick auf eine spießbürgerliche Ehe, dargebracht in einem überdrehten verschnörkelten Stil.“

Die Deutsche Film- und Medienbewertung FBW in Wiesbaden verlieh dem Film das Prädikat besonders wertvoll.

## Produktion und Veröffentlichung
Der Film basiert auf der Kurzgeschichte des Krimi-Autors Cornell Woolrich „For the Rest of Her Life“ (dt. „Für den Rest ihres Lebens“), die 1968 im „Ellery Queen’s Mystery Magazine“ veröffentlicht wurde.
Der Westdeutsche Rundfunk (WDR) beteiligte sich finanziell an der Produktion des Films.
Der Kameramann des Films, Michael Ballhaus, ist im Film in einer Nebenrolle zu sehen (als der Mann am Nachbartisch im Café in Konstanz).
In dem Film ist auch die berühmte 360-Grad Kamerafahrt von Michael Ballhaus zu sehen. Dazu Ballhaus:

„Ich bemühe mich, dass die Bilder etwas anderes erzählen als der Dialog. Etwas, das die Menschen mit Worten nicht preisgeben.“

„Von den Filmen, die ich bisher mit Fassbinder gemacht habe, liebe ich Martha am meisten. Bei Martha hatten wir für Fassbinders Verhältnisse viel Zeit: 26 Drehtage. Fassbinder wollte, daß ich den ganzen Film nur mit einer Optik fotografiere, ohne Zoom. Wir haben dieses Prinzip bis auf wenige Ausnahmen durchgehalten.“

Der Film wird von einer „künstlich-überladenen“ Ästhetik geprägt, welche die Konventionen des Bürgertums verdeutlichen soll. In Kostümen und Stil erinnert der Film mehr an die 1940er-Jahre als an die 1970er-Jahre. Der im Film gezeigte barocke Bibliothekssaal ist die Alte Bibliothek der Abtei Ottobeuren.
Der Film wurde auf 16 mm Farbfilm gedreht und später auf das 35 mm-Format übertragen.
Die deutsche Kinoerstaufführung fand in einer restaurierten Fassung am 17. November 1997 statt, nachdem die Produktion aus rechtlichen Gründen 20 Jahre lang nicht im Kino gezeigt werden durfte.